# Requiem (film 2006)
Requiem – niemiecki dramat filmowy z 2006 roku w reżyserii Hansa-Christiana Schmida. Film powstał w oparciu o prawdziwe przeżycia Anneliese Michel. Zdjęcia kręcono w Badenii-Wirtembergii (Tybinga, Gomaringen, Ludwigsburg).

## Obsada
- Sandra Hüller jako Michaela Klingler
- Burghart Klaußner jako Karl Klingler
- Imogen Kogge jako Marianne Klingler
- Anna Blomeier jako Hanna Imhof
- Nicholas Reinke jako Stefan Weiser
- Jens Harzer jako Martin Borchert
- Walter Schmidinger jako Gerhard Landauer
- Friederike Adolph jako Helga Klingler
- Irene Kugler jako Heimleiterin Krämer
- Johann Adam Oest jako Profesor Schneider
- Eva Loebau jako Pielęgniarka

## Nagrody i wyróżnienia[1]
Europejska Akademia Filmowa
- Nominacja w kategorii Najlepsza europejska aktorka roku Sandra Hüller (2006).

Międzynarodowy Festiwal Filmowy w Berlinie
- Wygrana w kategorii Nagroda w konkursie Hans-Christian Schmid (2006).
- Wygrana Srebrny Niedźwiedź w kategorii Najlepsza aktorka Sandra Hüller (2006).
- Nominacja Złoty Niedźwiedź w kategorii Udział w konkursie głównym Hans-Christian Schmid (2006).